# Чарлз Генрі Стенлі
Чарлз Ге́нрі Сте́нлі (англ. Charles Henry Stanley; вересень 1819, Брайтон — 6 жовтня 1901, Нью-Йорк) — шахіст і шаховий літератор, один з організаторів шахового життя у США. Вважається першим чемпіоном США з шахів у період з 1845 до 1857 року.

## Біографія
Дитячі та юнацькі роки провів в Англії. У 1839 році виграв матч у Г. Стаунтона — 3½ : 2½ (+3 −2 =1), отримуючи як фору пішак і один хід. З 1840 року перебував у США, де вважався одним з найсильніших шахістів. Виграв матчі у Дж. Шультена 11 : 5 і 11 : 9 (1844), 15 : 13 (1845) і Е. Руссо — 19 : 12 (1845; +15 −8 =8); зіграв унічию матчі з И. Левенталем — 3 : 3 (1850) і П. Ш. Сент-Аманом — 4 : 4 (1852).
Був засновником першого у США шахового розділу в газеті «Spirit of the Times» (1845) і журналу «The American Chess Magazine» (1846), з 1848 до 1856 вів шахову рубрику в газеті «New York Albion». Видав перший у США матчевий збірник партій (31 партія матчу з Е. Руссо).
Був одним з організаторів 1-го американського шахового конгресу (жовтень, 1857). Стенлі зазнав поразки у першому турі 1-го Американського шахового конгресу від Теодора Ліхтенхайна, вигравши дві та програвши три партії. Пол Морфі став переможцем цього турніру. Після турніру Морфі обіграв Стенлі (+4-1) у незапланованому поєдинку, при цьому даючи Стенлі фору: пішак і хід. Морфі виграв 100 доларів і віддав гроші вагітній дружині Стенлі (Чарлз Стенлі у той час мав проблему із зловживанням алкоголю). Дружина Стенлі була настільки вдячна, що вона назвала свою дочку Пауліною, яка народилась у грудні 1857.
Від жовтня 1858 до червня 1859 Стенлі був редактором шахового розділу щотижневика «Harper's Weekly».
У 1859 році видав збірник матчевих партій Пола Морфі.
У 1860 році Стенлі повернувся до Англії, де виборов 2-ге місце на 3-му конгресі британської шахової асоціації в Кембриджі, поступившись Ігнацу фон Колішу.
У 1860—1862 роках Стенлі працював редактором шахового розділу у «Manchester Express and Guardian». У цей період він став переможцем турніру у Лідсі (1861).
У 1862 Стенлі повертається до Америки.
У 1868 Стенлі зазнає поразки у невеликому матчі з Дж. Макензі вигравши одну та програвши у двох партіях.
У 1869 Стенлі веде шахову рубрику у «New York Round Table».
У 1889 році Стенлі відвідав Шаховий конгрес у Нью-Йорку.
Останні 20 років він, ймовірно через алкоголізм, провів у Державному притулку та лікарні для емігрантів на Острові Варда (англ. Ward's Island) та в Бронксі у Нью-Йорку.
Чарлз Стенлі помер 6 жовтня 1901 року у віці 82 років.

## Спортивні результати
| Рік  | Місто        | Турнір/Матч               | +  | −  | = | Результат | Місце                    |
| ---- | ------------ | ------------------------- | -- | -- | - | --------- | ------------------------ |
| 1839 | Лондон       | Матч проти Г. Стаунтона   | 3  | 2  | 1 | 3½ з 6    | перемога                 |
| 1844 | Нью-Йорк     | Матч проти Дж. Шультена   |    |    |   | 11 з 16   | перемога                 |
|      | Нью-Йорк     | Матч проти Дж. Шультена   |    |    |   | 11 з 20   | перемога                 |
|      | Філадельфія  | Матч проти Ч. Везіна      | 11 | 7  | 3 | 14½ з 21  | перемога                 |
| 1845 | Нью-Йорк     | Матч проти Дж. Шультена   |    |    |   | 15 з 28   | перемога                 |
|      | Новий Орлеан | Матч проти Е. Руссо       | 15 | 8  | 8 | 19 з 31   | перемога                 |
| 1846 | Нью-Йорк     | Матч проти Дж. Шультена   | 7  | 11 | 4 | 9 з 22    | поразка                  |
|      | Нью-Йорк     | Матч проти Дж. Гаммонда   | 11 | 3  | 4 | 13 з 18   | перемога                 |
|      | Бостон       | Матч проти Дж. Гаммонда   | 5  | 2  | 2 | 6 з 9     | перемога                 |
| 1850 | Вашингтон    | Матч проти Дж. Тернера    | 11 | 5  | 1 | 11½ з 17  | перемога                 |
|      | Нью-Йорк     | Матч проти Й. Левенталя   | 3  | 3  | 0 | 3 з 6     | нічия                    |
| 1852 | Нью-Йорк     | Матч проти П. Сент-Амана  | 4  | 4  | 0 | 4 з 8     | нічия                    |
| 1857 | Нью-Йорк     | 1-й Американський конгрес | 2  | 3  | 0 | 2 з 5     | вибув після першого кола |
| 1860 | Кембридж     | 3-й британський конгрес   |    |    |   | з         | 2                        |
| 1861 | Бристоль     | 4-й британський конгрес   |    |    |   | з         |                          |
| 1868 | Нью-Йорк     | Матч проти Дж. Макензі    | 1  | 2  | 0 | 1 з 3     | поразка                  |

## Книги
- Thirty-one games of chess, N. Orleans, 1846;
- Morphy's match games, N. Y., 1859;
- The chess player's instructor, 1&2 ed 1859, 3 ed., N.Y., 1865;
- De Witt's American chess manual, N.Y., 1880.